# Belinda Carlisle
Belinda Jo Carlisle (sinh ngày 17 tháng 8 năm 1958) là một ca sĩ, nhạc sĩ và tác giả người Mỹ. Cô nổi tiếng trên toàn thế giới với tư cách là ca sĩ chính của The Go-Go's, một trong những ban nhạc toàn nữ thành công nhất trong lịch sử, và tiếp tục có một sự nghiệp phát triển như một nghệ sĩ solo.
Lớn lên ở miền Nam California, Carlisle bắt đầu sự nghiệp âm nhạc vào năm 1977 với tư cách là tay trống của ban nhạc punk Los Angeles Germs, và tiếp tục tham gia Go-Go với tư cách là ca sĩ chính sau khi thành lập ban nhạc vào năm 1978. Với album phát hành đầu tay Beauty and the Beat năm 1981 nhưng đã vào top xếp hạng, nhóm đã giúp phổ biến nhạc sóng mới ở Hoa Kỳ, và là ban nhạc toàn nữ đầu tiên trong lịch sử đã viết các bài hát của riêng họ và chơi nhạc cụ của riêng họ để đạt được album xếp số 1. Go-Go đã bán được hơn 7 triệu bản trên toàn thế giới.
Sau khi giải thể Go-Go năm 1985, Carlisle tiếp tục có một sự nghiệp solo thành công với các hit radio như " Mad About You ", " I Get Weak ", "Circle in the Sand", "Leave a Light On ", và "Heaven Is a Place on Earth", và các bài hát này là những thành công lớn. Cuốn tự truyện của cô, Lips Unsealed, xuất bản vào tháng 6 năm 2010, là một cuốn sách bán chạy nhất của New York Times và nhận được nhiều đánh giá tích cực. Vào ngày 11 tháng 8 năm 2011, với tư cách là thành viên của Go-Go, cô đã có được một ngôi sao trên Đại lộ Danh vọng Hollywood.